# Бойчук Іван Михайлович
Іван Михайлович Бойчук (англ. John Boyd; (1885 — ?), канадський політичний діяч українського походження. Співзасновник Комуністичної партії Канади, член українських про-комуністичних організацій Канади.

## Біографічні відомості
Іван Бойчук емігрував до Канади ув 1908 році. Наступних 4 роки працював шахтарем в Осмері (Британська Колумбія). Разом з Петром Кравчуком (англ. Peter Krawchuk) заснував українську організацію ULFTA, лідер Ліги Молодих Комуністів (англ. Young Communist League) аналог комсомолу в СРСР).